# Assia Djebar
Assia Djebar (en árabe أسيا جبار ), seudónimo literario de Fatema Zohra Imalayen (Cherchell, Argelia, 30 de junio de 1936-París, 6 de febrero de 2015) fue una lingüista, historiadora, traductora, crítica literaria y profesora franco-argelina. La mayoría de sus obras tratan sobre los obstáculos que enfrentan las mujeres, y es conocida por su postura feminista. Se la asocia "con frecuencia con los movimientos de escritura de mujeres, sus novelas se centran claramente en la creación de una genealogía de mujeres argelinas, y su postura política es virulentamente antipatriarcal tanto como anticolonial". Desde 2005 Djebar fue miembro de la Academia Francesa ocupando el asiento número cinco, que previamente había sido de Georges Vedel. Por toda su obra recibió el Premio Internacional de Literatura Neustadt en 1996. Fue nombrada en varias ocasiones como candidata al Premio Nobel de Literatura.

## Biografía
Fatima-Zehra Imalayen o Djebbar nació el 30 de junio de 1936 en Cherchell, Argelia, hija de Tahar Imalhayène y Bahia Sahraoui, una familia de Chenouas Bereberes. Berber de origen. Se crio en Cherchell, un pequeño pueblo portuario cerca de Argel en la provincia de Aïn Defla. El padre de Djebar enseñaba francés en Mouzaïaville, una escuela primaria a la que asistió. Más tarde, Djebar asistió a un internado privado coránico en Blida, donde era una de las dos únicas chicas. Estudió en el Collège de Blida, un instituto de Argel, donde era la única musulmana de su clase. Asistió a la École normale supérieure de jeunes filles en 1955, convirtiéndose en la primera mujer argelina y musulmana en recibir educación en las escuelas más elitistas de Francia. Sus estudios se vieron interrumpidos por la Guerra de Argelia, pero más tarde continuó su formación en Túnez.

## Trayectoria
En 1956, durante la huelga de estudiantes argelinos en París, escribió su primera novela, La Soif  (La Sed). Otro libro, Les Impatients , le siguió al año siguiente. También en 1958, ella y Ahmed Ould-Rouïs iniciaron un matrimonio que finalmente terminaría en divorcio. En 1958 empezó a colaborar en El Moudjahid, la revista órgano del Frente de Liberación Nacional.  Djebar enseñó en la Universidad de Rabat (1959-1962). En 1962, tras la liberación, comenzó a trabajar de profesora de historia en la Universidad de Argel, pero, tras el golpe de Estado de Boumedian, se trasladó a París entre 1965 y 1974, donde se dedicó a la crítica literaria y cinematográfica y al teatro.  1965 y 1974, antes de regresar de nuevo a Argelia. En 1974 se reincorporó a la Universidad de Argel y realizó dos largometrajes: La Nouba des femmes du Mont Chenoua, premio de la crítica de la Bienal de Venecia de 1979, y La Zerda ou les chants de l'oubli. En 1980 se volvió a casar con el poeta argelino Malek Alloula. La pareja vivía en París, donde ella trabajaba como investigadora en el Centro Cultural Argelino.
En 1997, Djebar fue nombrada directora del Centro de Estudios Franceses y Francófonos de la Universidad Estatal de Luisiana. Ocupó ese cargo hasta 2001.
En 1985, Djebar publicó L'Amour, la fantasia (traducido como Fantasía: Una cabalgata argelina, Heinemann, 1993), en el que "declara repetidamente su ambivalencia sobre el lenguaje, sobre su identificación como intelectual argelina, feminista, musulmana y educada en Occidente, sobre su papel como portavoz de las mujeres argelinas, así como de las mujeres en general."
En 2005, Djebar fue elegida miembro de la principal institución literaria de Francia, la Académie française, institución encargada de velar por el patrimonio de la lengua francesa y cuyos miembros, conocidos como los «inmortales», son elegidos de por vida. Fue la primera escritora del norte de África elegida para formar parte de la organización, y la quinta mujer en ingresar en la academia.
Su carrera literaria, iniciada con La Soif, prosigue con Les Impatients (1958), Les Enfants du nouveau monde (1962), Les Alouettes naïves (1967), Femmes d'Alger dans leur appartement (1980) y Loin de Médine (1992). El amor, la fantasía, Sombra Sultana, Grande es la prisión y El blanco de Argelia, todas ellas publicadas en español por Ediciones del Oriente y del Mediterráneo, forman parte de un Cuarteto Argelino en el que la autora recorre la atormentada historia de Argelia y se recorre a sí misma. Djebar fue profesor de la Cátedra de Plata de Literatura Francófona en la Universidad de Nueva York.
Djebar murió el 7 de febrero de 2015 a los 78 años en un hospital parisino.

## Premios y reconocimientos
- En 1985, Premio de la Amistad Franco-Árabe, por L'Amour la Fantasia.[16]
- En 1995, Premio Maurice Maeterlinck.[17]
- En 1996, ganó el prestigioso Premio Internacional Neustadt de Literatura por su contribución a la literatura universal.[18]
- En 1997, Premio Marguerite Yourcenar.[16]
- En 1998, Premio Internacional de Palmi.[16]
- En 2000, Premio de la Paz del Comercio Librero Alemán.[16]
- En 2005, Premio Pablo Neruda.[19]

Festival Internacional de Cine de Venecia
| Año  | Categoría       | Película                            | Resultado |
| ---- | --------------- | ----------------------------------- | --------- |
| 1979 | Premio FIPRESCI | La nouba des femmes du mont Chenoua | Ganador   |